# Eusarsiella punctata
Eusarsiella punctata is een mosselkreeftjessoort uit de familie van de Sarsiellidae. De wetenschappelijke naam van de soort is voor het eerst geldig gepubliceerd in 1958 door Kornicker.